# Gaonera

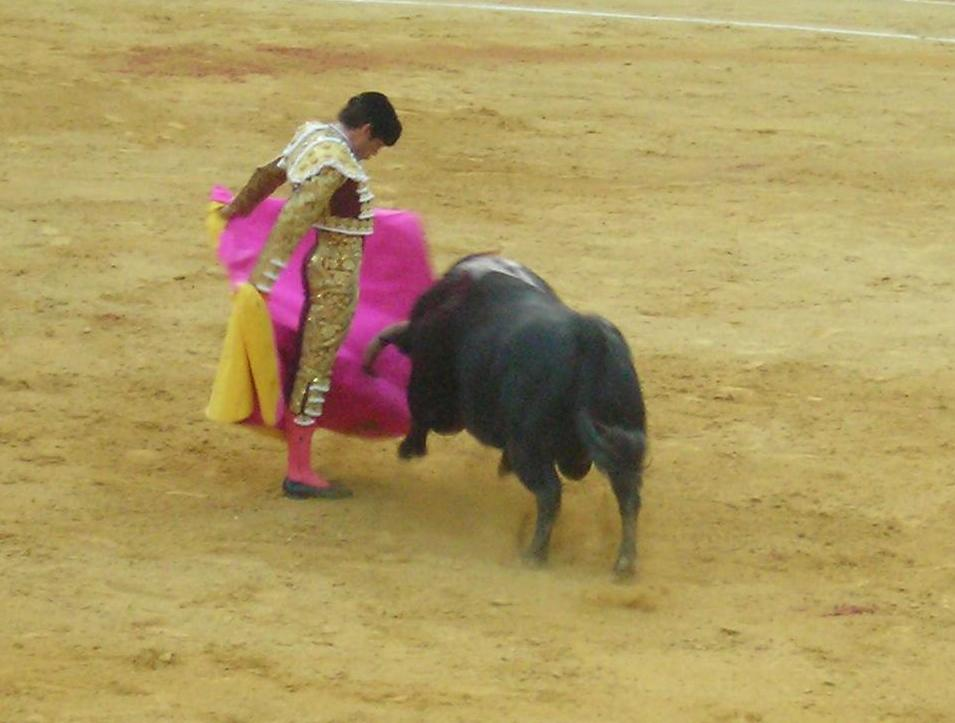
Gaonera réalisée par José Tomás.

Dans le monde de la tauromachie, la gaonera est une passe de cape inventée par le matador mexicain Rodolfo Gaona vers 1910.

## Description

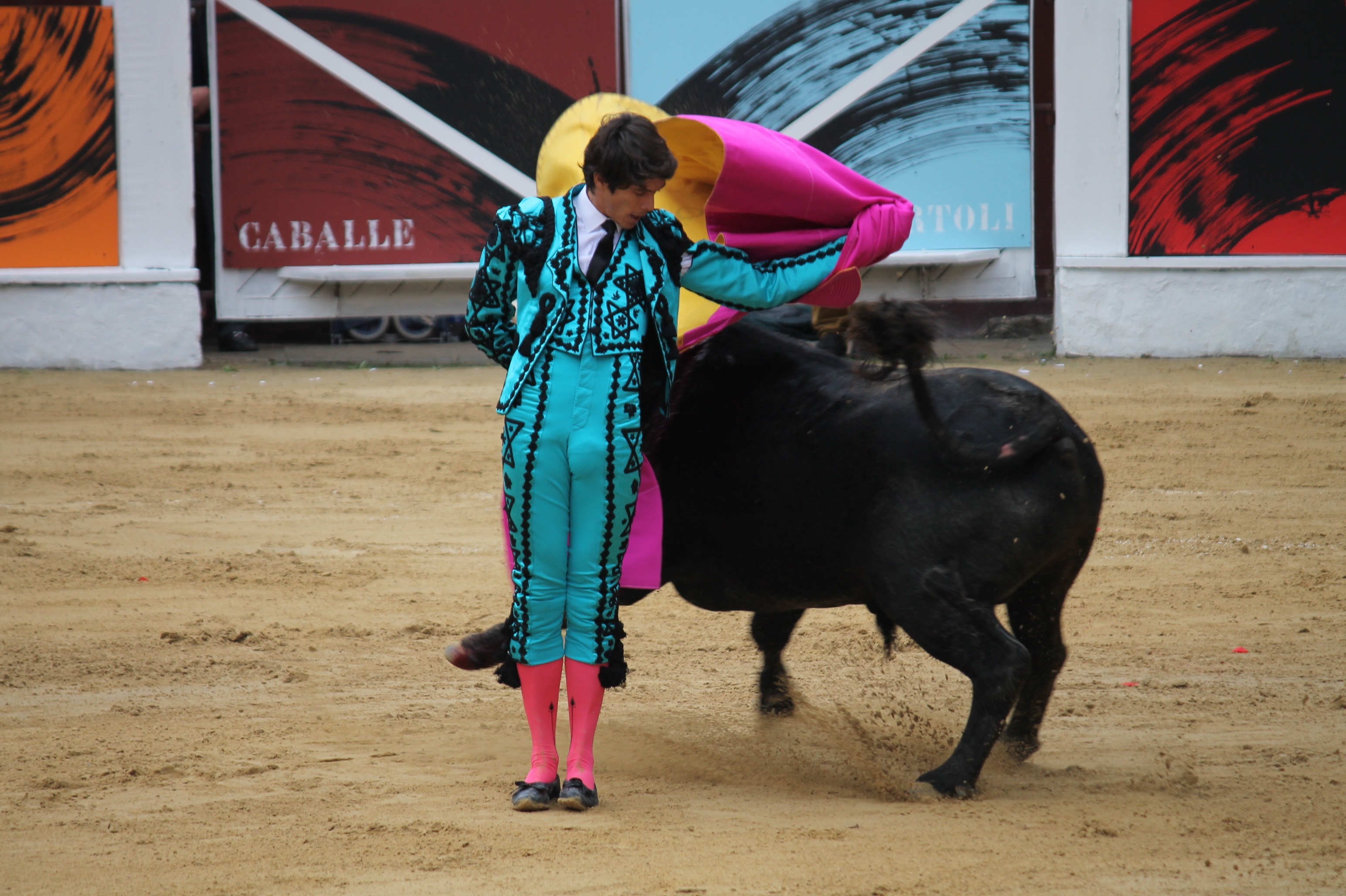
Castella en Bogota (2019)

C'est une variante de la passe de cape al costado por detras, proche de la frente por detras inventée par Pepe Hillo,(sur le flanc arrière) que l'on ne voyait plus dans les arènes avant que le torero Gaona ne la ré-interprète avec brio. La manœuvre consiste à tenir la cape dans son dos et de l'étendre sur le côté en se plaçant face au taureau. Quand l'animal arrive sur la cape, le torero la retire en pivotant dans le sens contraire de sa course. Il replie ensuite le bras derrière son dos afin d'entrainer le taureau du côté opposé.
Il existe plusieurs variantes de la gaonera, notamment « l'aragonaise » au cours de laquelle le matador termine la passe en élevant l'étoffe au-dessus des cornes du taureau. Une autre variante très élégante est la tapatía (mot signifiant châle en espagnol) ou l'orteguina reprise à son compte par Domingo Ortega.